# 帝丘乡
帝丘乡是河南省睢县的乡级地名。

## 历史
位于睢县县城东北25华里的睢县、宁陵、民权三县交界处。
1977年置帝丘人民公社。1984年改帝丘乡。2005年11月，撤销帝丘乡，其行政区域划归董店乡。